# Кільця Плутона
Кільця Плутона — передбачувана система кілець карликової планети Плутон. Після прольоту АМС «Нью-Горайзонс» гіпотезу про їхнє існування спростовано.

## Історія
Через віддаленість Плутона наявність у нього кілець намагалися передбачити за непрямими ознаками. У 1991 році дослідник Роберт Блес з Вісконсінського університету в Мадісоні пропонував використовувати для пошуку телескоп Габбл В 1994 році журнал «Spaceflight» повідомляв про плани польотів космічних апаратів до Плутона, які мали шукати і його кільця. Тоді ж у 1994 році Н. І. Перов та А. А. Садовнікова опублікували підрахунки: на їхню думку, кільця Плутона, якщо існують, можуть перебувати на відстані 1200-10 90 км від центру планети, а кільця його супутника Харона, якщо існують, — на відстані 600-4200 від центру Харона.
Припущення про існування кілець були висунуті у 2006 році групою американських вчених під керівництвом Алана Стерна (Alan Stern) з Південно-Західного науково-дослідного інституту. З їхньої точки зору, джерелами речовини кілець могли бути супутники Плутона Гідра і Нікта, а також відкриті пізніше Кербер і Стікс.
У серпні 2011 року група бразильських астрономів презентувала свої розрахунки. Згідно з ними, супутники постійно бомбардуються мікрометеоритами, внаслідок чого навколо Плутона має утворюватися вкрай тьмяне пилове кільце, шириною 16 тисяч кілометрів і діаметром частинок від 1 до 10 мкм. Через сонячний вітер половина частинок повинна знову осідати на супутники протягом одного року.
2015 року Плутон відвідала АМС «Нью-Горайзонс» — єдиний апарат, що зблизився з планетою. У цьому кільця у Плутона були виявлено, хоча зближення апарата з планетою давало найкращу можливість побачити, якби вони існували. Тим самим було підтверджено їх відсутність.